# Дейотар (отец Брогитара)
Дейотар (др.-греч. Δηιόταρος, I век до н. э.) — отец галатского правителя Брогитара
Дейотар был отцом галатского правителя Брогитара, назначенного Помпеем тетрархом трокмов. Плутарх в «О доблести женской» передаёт историю о жене царя Дейотара Стратонике, которая, не имея детей, в целях продолжения рода мужа, свела его с молодой пленницей Электрой. Точно неизвестно, о каком Дейотаре здесь идёт речь. По мнению Ф. О. Стадтера, им не может быть отец Брогитара, так как он не был царём.